# Panyapedaliodes rahab
Panyapedaliodes rahab är en fjärilsart som beskrevs av Otto Thieme 1905. Panyapedaliodes rahab ingår i släktet Panyapedaliodes och familjen praktfjärilar. Inga underarter finns listade i Catalogue of Life.